# Styrax paralleloneurum
Styrax paralleloneurum es una especie de planta perteneciente a la familia Styracaceae conocida popularmente como benjuí de Sumatra tiene las mismas características y propiedades que la planta Styrax benzoin.

## Descripción
Es un árbol que alcanza los 10 metros de altura, sus hojas son ovales, enteras y cubiertas de pelusa blanquecina. Las flores, de color blanco, se encuentran agrupadas. Su fruto es ovoide de 1 cm de diámetro que contiene una semilla. Se denomina popularmente benjuí de Sumatra.

## Propiedades
- Al hacer incisiones en el tronco exuda un líquido resinoso que al secarse se comercializa como incienso aromático llamado benjui de Sumatra. Se presenta en masas quebradizas, similares a "lágrimas" opacas, blanquecinas o rojizas. De olor balsámico tenue; sabor ligeramente acre. Contiene principalmente ácidos benzoico y cinámico, así como sus ésteres. Cuando se calienta progresivamente, el benjuí de Sumatra emite vapores de los ácidos cinámico y benzoico, que se condensan como sublimado cristalino. Calentando  benjuí de Sumatra pulverizado con una disolución de permanganato potásico se puede notar un débil olor a benzaldehido, que no se percibe en el benjuí de Siam. Si se añade una disolución alcohólica de cloruro férrico a una disolución etanólica de benjuí de Siam, se produce una coloración verde, lo que no se observa en el benjuí de Sumatra.[2]
- Por vía interna es expectorante, desinfectante y antiséptico.
- Se utiliza para tratar eccemas, forúnculos y sabañones.
- Se añade a la pasta dentífrica para tratar afecciones bucales.